# Fernsehturm Emley Moor
Der Fernsehturm  Emley Moor (früher: NTL Tower) ist ein 330,5 Meter hoher Fernsehturm in Yorkshire. Er ist nach dem Sender Belmont das zweithöchste Bauwerk des Landes und das höchste frei stehende Bauwerk des Vereinigten Königreiches.

## Geschichte

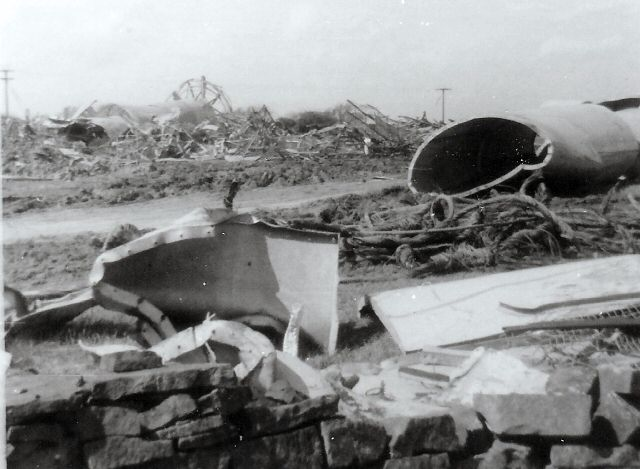
Trümmerteile des 1969 eingestürzten Stahlmastes

Auf dem Standort des Fernsehturms standen schon seit den 1950er Jahren Sendeanlagen auf der gleichnamigen Hochfläche in Yorkshire, fünf Kilometer südöstlich von Huddersfield. Seit dem 3. November 1956 übertrug die erste Anlage UKW- und Fernsehsignale. Dazu diente zuerst ein 135 Meter hoher Stahlfachwerkturm, der 1964 durch einen 385 Meter hohen abgespannten Stahlrohrmast, das seinerzeit höchste Bauwerk Europas, ersetzt wurde. Am 19. März 1969 brach dieser Mast infolge starker Vereisung bei einem Wintersturm zusammen. Der Unfall führte zu einem Totalausfall der Radio- und Fernsehprogramme bei mehreren Millionen Briten; Personen kamen nicht zu Schaden. In der Folge mussten mehrere Hilfsmaßnahmen eingeleitet werden, um den Ausfall des Senders aufzufangen. Vorübergehend übernahm der Sender Holme Moss einen Teil der Sendeaufgaben. Die BBC stellte nach zwei Tagen zusätzlich mobile Antennen auf, um die Ausstrahlung des Senders BBC 2 sicherzustellen. Darüber hinaus wurde für 100.000 Pfund Sterling ein 204 Meter hoher Sendemast errichtet, der am 16. April in Betrieb genommen wurde. Einige Wochen später errichtete man mit einem 91 Meter hohen Mast ein weiteres Provisorium. Teile des eingestürzten Stahlrohrmastes dienen seither als Kontrollturm in einem Jachtclub bei Huddersfield. Als Ersatz für den eingestürzten Mast und die nachfolgenden Provisorien wurde 1971 ein Fernsehturm in Stahlbetonbauweise fertiggestellt, der am 21. April in Betrieb ging.

## Beschreibung
Der 274,32 Meter hohe Betonschaft verjüngt sich von 24,4 Metern Durchmesser auf etwa 6 Meter und steht auf einem 6,1 Meter tiefen Ringfundament aus Sandstein. Der insgesamt über 11.000 Tonnen schwere Turm wirkt wie ein schlanker Schornstein, da sein verhältnismäßig kleiner Turmkorb auf 275 m Höhe kaum auffällt. Der Turmkorb hat einen Durchmesser von nur 6,5 Metern bei einer Wanddicke von 35 Zentimetern. Der Turm wird von einer 56 Meter hohen Antenne aus Stahl abgeschlossen. Das Vereinigte Königreich klassifizierte 2002 den Fernsehturm Emley Moor mit Stufe 2 der sogenannten listed buildings, einer Liste, die architektonisch oder geschichtlich signifikante Bauwerke führt und sie damit unter Denkmalschutz stellt.

## Frequenzen und Programme

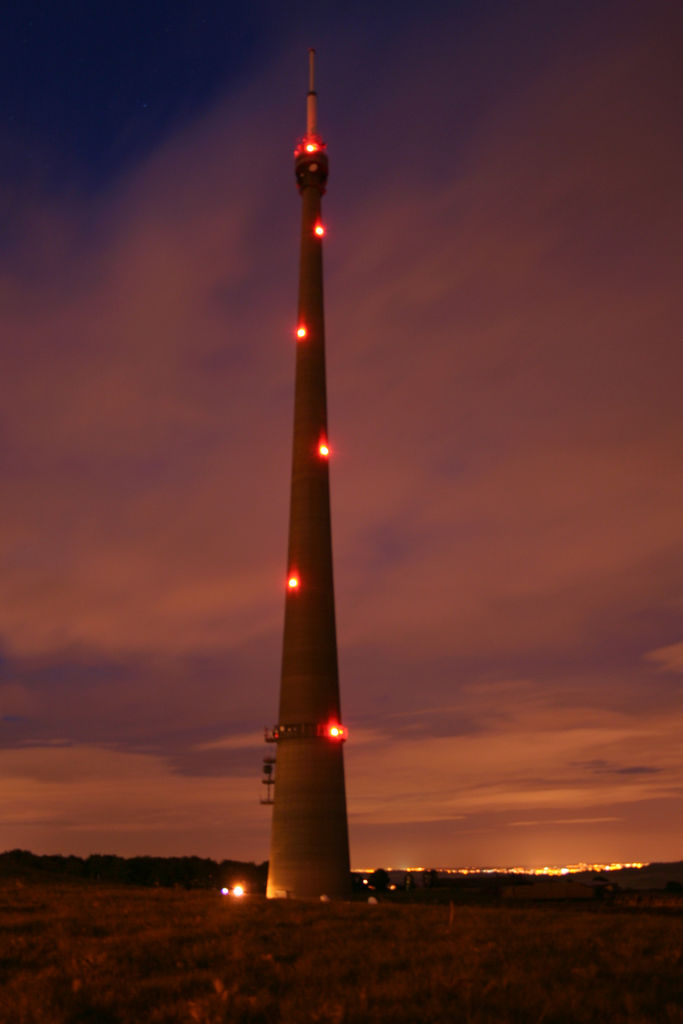
Fernsehturm Emley Moor bei Nacht mit Sicherheitsbefeuerung.

Der Fernsehturm Emley Moor strahlt frequenzmodulierte (FM) analoge Radiosender und Programme fürs Digitalradio aus. Bis 2011 strahlte er auch analoges und digitales Fernsehen aus.
| Radiosender   | Frequenz | ERP   |
| ------------- | -------- | ----- |
| Capital Radio | 105,1    | 16 kW |
| Heart Radio   | 106,2    | 16 kW |

Digitalradio: BBC National, Digital One und MXR Yorkshire
| TV-Sender (analog) | Kanal | Polarisation | ERP    |
| ------------------ | ----- | ------------ | ------ |
| BBC1               | 44    | H            | 870 kW |
| BBC2               | 51    | H            | 870 kW |
| ITV1               | 47    | H            | 870 kW |
| Ch4                | 41    | H            | 870 kW |
| Five               | 37    | H            | 870 kW |

| TV-Sender (digital) | Kanal | Polarisation | ERP   |
| ------------------- | ----- | ------------ | ----- |
| Mux1                | 52    | H            | 10 kW |
| Mux2                | 40    | H            | 10 kW |
| MuxA                | 43    | H            | 10 kW |
| MuxB                | 46    | H            | 10 kW |
| MuxC                | 50    | H            | 10 kW |
| MuxD                | 49    | H            | 4 kW  |